# SZD-20 Wampir 2
SZD-20 Wampir 2 – polski, jednomiejscowy, bezogonowy szybowiec eksperymentalny zaprojektowany w Szybowcowym Zakładzie Doświadczalnym w Bielsku-Białej.

## Historia
Na podstawie doświadczeń związanych z pracami przy SZD-6 Nietoperz i SZD-13 Wampir w 1956 r. zespół kierowany przez mgr inż. Jana Dyrka rozpoczął prace nad nową konstrukcję w układzie szybowca bezogonowego. Prace trwały trzy lata, projekt był gotowy w 1958 r. W założeniach był to szybowiec doświadczalny ale o cechach wyczynowych. Zakładano, że powstanie konstrukcja charakteryzująca się doskonałością rzędu 25, prędkością minimalną rzędu 60 km/h a sterowanie będzie wprawdzie trudniejsze niż w szybowcach klasycznych ale nie stanowiące problemu dla wysokowyczynowych pilotów.
Prototyp o znakach rejestracyjnych SP-2036 został oblatany w dn. 9 września 1959 r. na lotnisku w Katowicach przez Adama Zientka. Pierwsze próby odbyły się na holu za samochodem, po czternastu takich próbach wykonano lot za samolotem. Dalsze loty wykazały znaczną czułość szybowca na turbulencje (także zaśmigłowe w holu) oraz dość poprawne zachowanie w spokojnym powietrzu. W próbach przeciągnięcia, szybowiec wchodził w korkociąg nie dający się opanować sterami. Dopiero poprzez zmianę środka ciężkości poprzez pochylenie się pilota do przodu szybowiec wychodził z korkociągu. Również użycie hamulców aerodynamicznych powodowało problemy, które objawiały się zaburzeniem równowagi podłużnej szybowca. Największe jednak problemy powstawały podczas lotu w niespokojnej atmosferze, które prowadziły do wahań giętnych wzdłużnych o dużej częstotliwości. W dniu 6 października 1959 r. szybowiec rozpadł się podczas lotu na skutek drgań wzbudzanych przez pilota - PIO (pilot induced oscillations), pilot opuścił szybowiec na spadochronie.
Wampir 2, względu na trudny pilotaż, został uznany za nieprzydatny do wykonywania lotów wyczynowych i nie kontynuowano dalszych prac. Z uwagi na konstrukcję stawiał też duże wymagania w odniesieniu do nawierzchni lotniska.

## Konstrukcja
Jednomiejscowy szybowiec bezogonowy o konstrukcji drewnianej z zamkniętą kabiną.
Skrzydło dwudzielne jednodźwigarowe z pracującym kesonem i skośnym dźwigarkiem pomocniczym pokryte sklejką i płótnem. Zastosowano profil NACA 23112. Wyposażone w lotki szczelinowe i hamulce aerodynamiczne płytowe z blachy duralowej umieszczone za dźwigarkiem po stronie wewnętrznej płyt usterzenia pionowego. Płat z lewej strony kadłuba posiadał wzmocnienia pozwalające chodzić po nim pilotowi podczas wsiadania do kabiny. Stery wysokości dwudzielne, umieszczone w centralnej części tyłu skrzydła, kryte płótnem.
Kadłub, konstrukcji drewnianej, w przekroju o kształcie wydłużonego jaja, z wbudowaną centralnie kratownicą spawaną z rur stalowych. W przodzie kadłuba umieszczono zaczep startowy, w tyle ciężarki wyważające. Osłona kabiny dwuczęściowa, złożona ze stałego wiatrochronu i otwieranej na prawo limuzyny. Tablica przyrządów była wyposażona w prędkościomierz, wysokościomierz, wariometr, zakrętomierz, busolę i przyspieszeniomierz. Pedały stałe, fotel pilota regulowany przed startem.
Usterzenie pionowe podwójne, o dużym skosie do tyłu, zamocowane do skrzydła w około 70% rozpiętości. Posiadało profil NACA 0009 u podstawy i NACA 0006 u góry. Stateczniki kryte sklejką, stery płótnem. Całe usterzenie demontowane, napęd sterów linkowe.
Podwozie składało się z koła głównego umieszczonego za środkiem ciężkości oraz podwójnego koła przedniego. Do koła przedniego można było montować dodatkowe ciężarki poprawiające wyważenie szybowca.

## Malowanie
Szybowiec był pomalowany na kolor kremowy, znaki rejestracyjne i obramowanie chodnika na lewym skrzydle malowano kolorem granatowym.